# Невежис
Неве́жис (також Нявежис, лит. Nevėžis) — річка в Литві, права притока річки Німан.
Є шостою за довжиною річкою Литви та однією з головних приток Німану. Довжина становить 209 км, а серед усіх річок, що повністю протікають територією Литви, Невежис за довжиною поступається лише Швентої. Витік Невежису знаходиться в Анікщяйському районі. Напрямок течії спочатку північно-західний, в районі Паневежиса річка повертає на південний захід, проходить через місто Кедайняй та впадає в Німан на захід від Каунаса біля селища Раудондваріс.

## Назва
Поширена помилкова гіпотеза про те, що назва річки означає «річка без раків», (лит. ne та лит. vėžys — рак). Насправді фауна Невежису багата і раки там таки є. Етимологія назви пов'язана з санскритським словом vaagh, що означає дзюркотіння (води). Заперечення ne- було додане через повільність та спокійність течії річки. Назва відповідає дійсності — серед усіх річок Литви Невежис є найрівниннішою та має велику кількість меандрів.

## Гідрографія
Довжина 209 км, площа басейну 6 140 км². Протікає Середньолитовською низовиною. Період льодоставу — листопад-січень, льодохід у лютому — першій половині квітня. Живлення переважно снігове, має близько 70 приток.
- Основні ліві притоки: Аланта, Іуода, Упіте, Лінкава, Обеліс, Барупе, Гінья.
- Основні праві притоки: Іуоста, Кіршинас, Ліауде, Круостас, Дотнувеле, Смілга, Шушве, Алуона, Стріуна.

Хоча два канали постачають воду до Невежису, протягом спекотних періодів річка стає дуже мілкою. Середня глибина, як правило, становить 4-9 метрів. 
Для контролю за водоростями у 2000-ні роки в річку було впущено популяцію білого амуру. Через низький рівень води, повільну течію та викиди сільськогосподарських відходів Невежис все більше заростав водоростями. Тому вважалося, що переселення риби, що живиться рослинністю, допоможе регулювати процес. Хоча на думку критиків риба не вижила б у відносно холодному кліматі річки, місцеві рибалки все ще виловлюють штучно заселених кілька років тому білих амурів.

## Канали
Невежис сполучений каналами із двома іншими великими річками. З метою запобігти розливанню річки Левуо у 1930 році було споруджено канал Санжиле. Перший проект про сполучення річок було написано ще 1797 року. Географічні умови були зручними для цього: близько 9000 років тому Невежис впадав у Левуо, територія між річками була рівнинною, а струмок Санжиле міг слугувати основою для нового каналу. 
У 19 сторіччі дельта Німану була підконтрольна Німеччині, що було перешкодою для торгівлі. Російська імперія прагнула знайти прямий шлях для кораблів, що прямували з річки Німан до порту Риги, але план не було втілено через нестачу фінансування. 
Знову ідея з'явилася в 1914 році, тоді почалася підготовка до будівництва, яка була перервана Першою світовою війною. Після війни задля запобігання повеням було вирішено побудувати канал довжиною 8 кілометрів. 
У 1961-1963 роках біло побудовано інший канал, що сполучає Невежис і Швентої, довжиною 12 км. Для постачання води до каналу біля Каварскаса була збудована насосна станція.